# Mathias Neumann (Regisseur)
Mathias Neumann (* 22. Juni 1920 in Köln; † 29. Mai 1977 in Frankfurt am Main) war ein deutscher Hörspielregisseur und Filmregisseur. Er war Träger des Bundesfilmpreises für den Film Denkmal für einen Feind. Seine Inszenierung von Don Haworths Salamander-Hotel wurde im April 1977 zum Hörspiel des Monats gewählt. Es war das erste Mal, dass dieser mittlerweile traditionsreiche Preis verliehen wurde. Neumann hat ab Mitte der 1950er-Jahre vor allem für den Hessischen Rundfunk gearbeitet.

## Hörspiele (Auswahl)
- 1955: Kurt Heynicke: Der Staatssekretär und sein Steckenpferd. Prod.: hr. (Komödie)
- 1960: Hermann Bahr: Die Stimme. Bearbeitung: Hermann Burger. Mit Hans Caninenberg, Frigga Braut u. a. Prod.: hr.
- 1960: Horst Bienek: Sechs Gramm Caratillo mit Klaus Kinski. Prod.: hr. (Krimi) ISBN 3-89830-323-3
- 1961: Wolfgang Graetz: Die Nacht allein mit Klaus Kinski. Prod.: hr. (Krimi) ISBN 3-89830-323-3
- 1969: Hans Frick: Das Verhör. Prod.: hr. (Auseinandersetzung mit den NS-Verbrechen)
- 1973: Günther Rücker: Portrait einer dicken Frau. Prod.: HR (Original-Hörspiel)
- 1977: Don Haworth: Salamander-Hotel. Prod.: hr.